# Kleermakersbastion

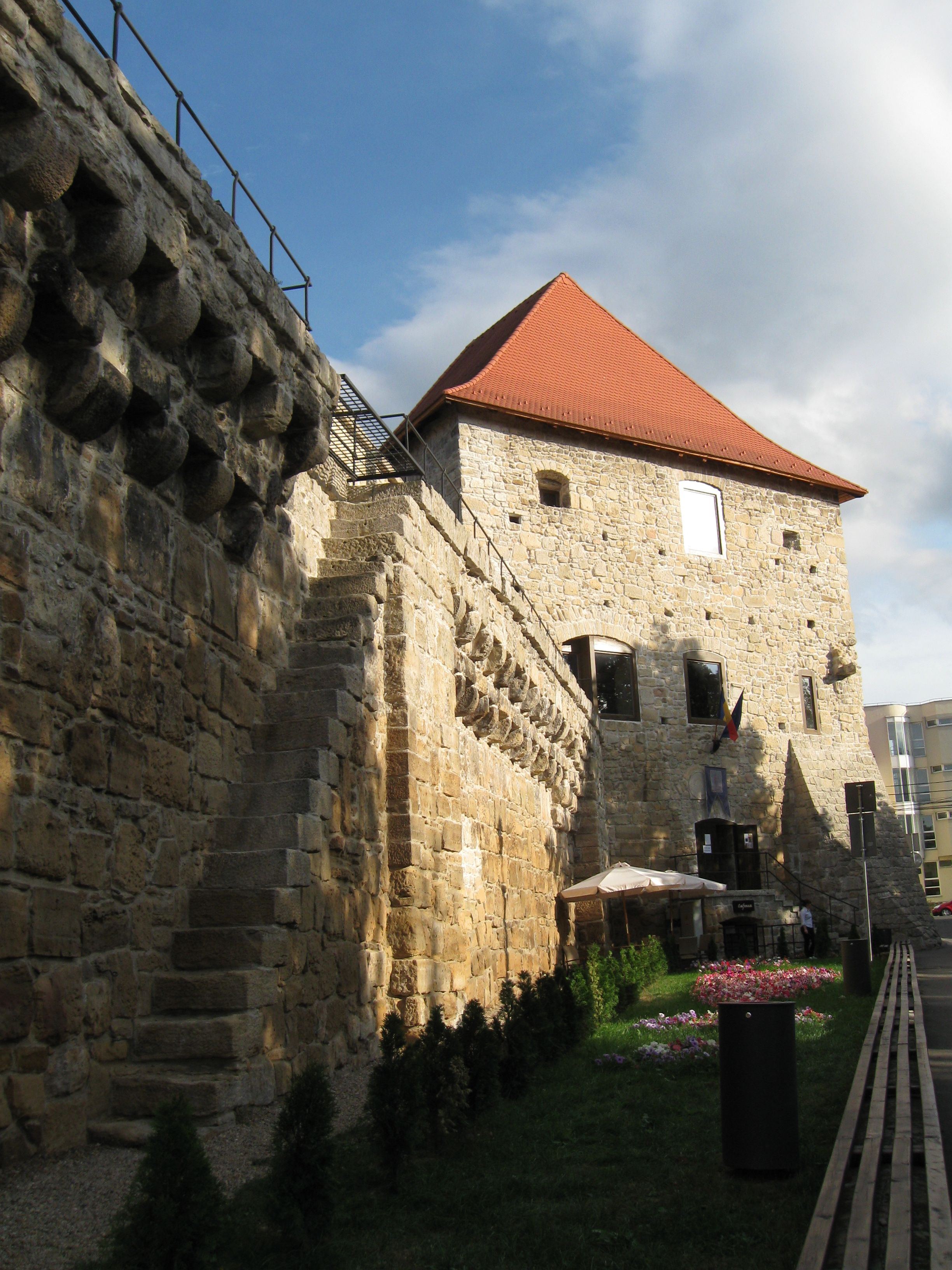
Het Kleermakersmastion van Cluj-Napoca

Het Kleermakersbastion (Roemeens: Bastionul Croitorilor, Hongaars: Szabók bástyája) is een toren met aangrenzende muur in de Roemeense stad Cluj-Napoca en is een zuidoostelijke restant van de voormalige omwalling van de stad. Het bastion werd gebouwd in de 15e eeuw en in zijn huidige gedaante heraangelegd tussen 1627 en 1629 onder de Zevenburgse vorst Gabriël Bethlen. Het gebouw is vernoemd naar de kleermakersgilde, die zich over het gebouw ontfermde en het aanliggende gedeelte van de stad bewaakte. 
Vlak bij het Kleermakersbastion staat een standbeeld van Starina Novak (Roemeens: Baba Novac), een generaal van Michaël de Dappere die in 1601 vlak bij de toren vermoord werd. 
Het gebouw was verwaarloosd tot 2007, toen het stadsbestuur van Cluj-Napoca het liet restaureren om het op te nemen in het toeristische patrimonium van de stad. Nadat de verbouwingen in 2009 waren afgerond, werd er het Centrum voor stedelijke cultuur gevestigd, met flexibele tentoonstellingsruimtes die ook voor conferenties en allerhande evenementen worden gebruikt.